# 布施松翁
布施 松翁（ふせ しょうおう、1726年1月24日（享保10年12月22日）- 1784年8月22日（天明4年7月7日））は、江戸時代中期の心学者である。名は炬道、通称は松葉屋伊右衛門。

## 経歴・人物
京都で呉服商を経営する一家の子として生まれる。若くして心学を手島堵庵および富岡以直から学び、後に畿内を中心に放浪し、その傍らで全国で心学の開講にあたった。
松翁の学風としては老荘思想や仏教思想の色彩が中心であった。その後の生涯については明らかにされていないが、1784年（天明4年）に死去したと記述されている。

## 主な著作物

### 主著
- 『松翁道話』- 死去後に編纂され[2]、全5編15巻からなる[2]。第1編は1812年（文化9年）から1814年（文化11年）に編纂され[2]、第2編以降は1816年（文化13年）より編纂されている[2]。また同じ心学者であった柴田鳩翁が著した『鳩翁道話』と共に通俗教育書の双璧を成し遂げた[2]。

### その他の著書
- 『西岡孝子行状聞書』- 1770年（明和7年）刊行[2]。
- 『松翁ひとりごと』- 死去後の1796年（寛政8年）刊行[2]。